# Очковый монарх
Очковый монарх (лат. Symposiachrus trivirgatus) — вид птиц семейства монарховых (Monarchidae). Выделяют три подвида. Распространены в Австралии и на Малых Зондских островах.

## Описание
Очковый монарх — небольшая птица длиной от 14 до 17 см и массой от 8 до 16 г. Длина хвоста варьирует от 7 до 7,8 см, а длина клюва — от 15,8 до 16,2 мм. Средний размах крыльев составляет 22, 5 см. Половой диморфизм не выражен. Верхняя часть тела сине-серого цвета. Оба глаза закрывает чёрная лицевая маска в форме листа клевера. Грудь красновато-оранжевая. Нижняя часть тела белого цвета. Хвост черноватый с белыми боковыми кончиками. Клюв синевато-серый с тёмно-серым кончиком. Радужная оболочка тёмно-коричневая, лапы тёмного синевато-серого цвета. У подвида albiventris рыжая верхняя часть груди резко выделяется на фоне обширной белой нижней части тела.

## Биология
Обитает в тропических и влажных лиственных лесах, иногда встречается в мангровых зарослях, парках и садах. Предпочитает влажные, густо заросшие овраги.

### Питание
Очковый монарх — насекомоядная птица, в состав рациона входят преимущественно насекомые. Кормятся поодиночке или парами, редко небольшими стайками, часто присоединяются к смешанным группам насекомоядных птиц. Обычно питаются под пологом леса в листве и на стволах деревьев на высоте от пяти до 15 метров над уровнем земли, очень редко в верхушках деревьев или на земле.

### Размножение
Сезон размножения продолжается с октября по февраль. Гнездо представляет собой глубокую чашу, сделанную из полосок коры, растительных волокон, небольших корней, листьев и мха, сплетённых вместе с паутиной; обычно располагается в развилке ветвей примерно в 1—6 м над землей, часто рядом с водой. В кладке два или три яйца. Яйца насиживает только самка в течение 17—20 дней. Птенцы оперяются примерно через 17—20 дней. В выкармливании птенцов участвуют оба родителя. 

## Подвиды и распространение
Выделяют три подвида:
- S. t. trivirgatus (Temminck, 1826) — острова Флорес и Дамар (центр и восток Малых Зондских островов)
- S. t. albiventris (Gould, 1866) — север полуострова Кейп-Йорк и острова в Торресовом проливе, северо-восток Квинсленда (до северо-востока Австралии)
- S. t. gouldii 	(Gray, 1861) —	юго-восток  полуострова Кейп-Йорк, северо-восток Квинсленда до востока Нового Южного Уэльса (восток Австралии)